# Mahaica-Berbice
Mahaica-Berbice, Region 5 – jeden z dziesięciu regionów Gujany położony w północno-wschodniej części państwa. Na północy ma dostęp do Oceanu Atlantyckiego, od wschodu graniczy z regionem East Berbice-Corentyne, od południa z Upper Demerara-Berbice i Demerara-Mahaica od zachodu. Stolicą regionu jest Fort Wellington. Pozostałe miejscowości to m.in. Rosignol, Mahaicony i Helena.

## Geografia
Region rozciąga się na wschód od rzeki Mahaica do zachodniego brzegu rzeki Berbice. Znaczną część regionu stanowią nisko położone równiny przybrzeżne. W głębi lądu znajdują sawanny i pagórki zbudowane głównie z piasków i gliny.

## Gospodarka
Główną działalnością gospodarczą w regionie jest uprawa ryżu, a także trzciny cukrowej i kokosa oraz hodowla bydła do produkcji wołowiny i mleka. Istnieje tu system melioracji umożliwiający nawadnianie i odwadnianie terenu w zależności od ilości opadów atmosferycznych. Indianie mieszkający w osiedlach śródlądowych zajmują się głównie produkcją mebli, koszy i innych przedmiotów rzemiosła domowego, które sprzedają by zarobić na swoje utrzymanie.

## Demografia
Rząd gujański, od czasu reformy administracyjnej w 1980 r., przeprowadzał do tej pory spisy ludności czterokrotnie, w 1980, 1991, 2002 i 2012 r. Według ostatniego spisu populacja wynosiła 49 723 mieszkańców. Mahaica-Berbice jest trzecim od końca regionem pod względem powierzchni i czwartym pod względem populacji. Jest najgęściej zaludnionym regionem Gujany po Demerarze-Mahaicy i Essequibo Islands-West Demerarze.
| Rok  | Populacja |
| ---- | --------- |
| 2012 | 49 723    |
| 2002 | 52 400    |
| 1991 | 51 280    |
| 1980 | 53 898    |

## Miejscowości
Miejscowości w regionie Mahaica-Berbice:

- Abary
- Baiabu (Barabara, Biabu, Big Baiabo)
- Bel Air
- Belladrum
- Blairmont (Blairmont Place)
- Bush Lot
- Cotton Tree
- De Hoop
- Esau and Jacob
- First Savannah
- Fort Washington
- Fort Wellington

- Gordon Table
- Governor Light
- Grass Hook
- Helena
- Helena Number Two
- Hopetown
- Ithaca
- Jacoba
- Lichfield (Forty-two)
- Mahaicony (Mahaicony Village)
- Mora Point
- Moraikobe

- Mortice
- New Amsterdam
- New Found Out
- Number 2
- Number 4 (Edderton Village)
- Number 5 (Zeelust Village)
- Number Twelve
- Number Forty Village (Seafield, Forty)
- Number Forty One (Forty-one Village)
- Old Vigilante (Old Vigilantie)
- Perth (Perth Village)

- Pine Ground
- Rising Sun
- Rosignol
- Saint Francis Mission
- Saint John
- Sinking Ground
- Sir James
- Tempe
- Vigilantie (De Vigilante)
- Weldaad
- Kuru Kururu
- Washington